# Aitkin County
Aitkin County is een county in de Amerikaanse staat Minnesota.
De county heeft een landoppervlakte van 4712 km² en telt 15.301 inwoners (volkstelling 2000). De hoofdplaats is Aitkin.

## Bevolkingsontwikkeling

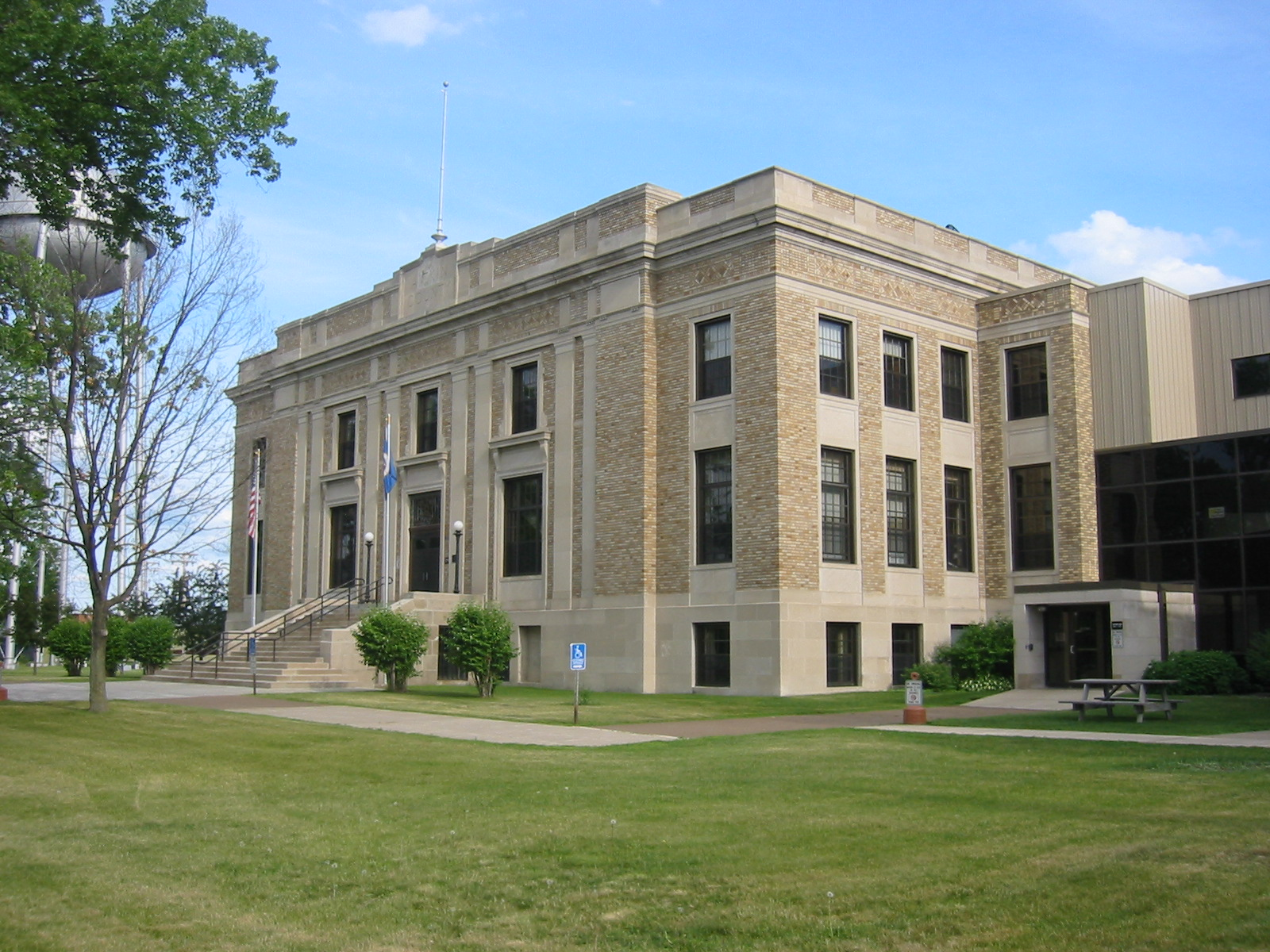
Het gerechtsgebouw van Aitkin County